# Johannes Nollé
Johannes Nollé (* 22. Oktober 1953 in Verlautenheide, Gemeinde Haaren bei Aachen) ist ein deutscher Althistoriker, Epigraphiker und Numismatiker.

## Leben und Leistungen
Johannes Nollé studierte von 1973 bis 1978 Geschichte, Germanistik, Pädagogik und Politikwissenschaften an der RWTH Aachen. 1978 legte er das 1. Staatsexamen für das Lehramt an Gymnasien ab. Es folgte von 1976 bis 1981 das Studium der Klassischen Philologie, der Alten Geschichte und Klassischen Archäologie an der Universität zu Köln, wo 1981 auch die Promotion mit einer Arbeit zum Thema Nundinas instituere et habere. Epigraphische Zeugnisse zur Einrichtung und Gestaltung von ländlichen Märkten in Afrika und in der Provinz Asia erfolgte. In Köln war er auch von 1979 bis 1982 Mitarbeiter am Projekt Inschriften griechischer Städte aus Kleinasien, in dem unter der Leitung von Reinhold Merkelbach die Inschriften der Stadt Ephesos erforscht wurden. Anschließend war Nollé von 1982 bis 1985 Kustos der Papyrussammlung der Universität Köln. In diesen Zeitraum fielen auch mehrere ausgedehnte Forschungsreisen in die Türkei. 1985 wurde er Wissenschaftlicher Referent an der Kommission für Alte Geschichte und Epigraphik des Deutschen Archäologischen Instituts in München. Zum Juni 2019 ging er in den Ruhestand.
1991 erfolgte die Habilitation für Alte Geschichte an der Universität Bremen sowie die Umhabilitierung und anschließende Lehrtätigkeit an der Universität München. Dort ist Johannes Nollé seit 1998 außerplanmäßiger Professor. Seit 2006 ist er korrespondierendes Mitglied des Deutschen Archäologischen Instituts.

## Forschung
Nollés Arbeitsschwerpunkte sind die Geschichte Kleinasiens von der hethitischen Zeit bis zum frühen Mittelalter, die Wirtschafts- und Religionsgeschichte der Römischen Kaiserzeit und insbesondere Epigraphik und Numismatik. Mit Sencer Şahin begründete er 2004 in Istanbul die altertumswissenschaftliche Zeitschrift Gephyra. Zeitschrift für Geschichte und Kultur der Antike auf dem Gebiet der heutigen Türkei.

## Schriften (Auswahl)
- Nundinas instituere et habere. Epigraphische Zeugnisse zur Einrichtung und Gestaltung von ländlichen Märkten in Afrika und in der Provinz Asia (= Subsidia epigraphica. Band 9). Olms, Hildesheim 1982, ISBN 3-487-07259-9 (= Dissertation).
- Die Inschriften von Ephesos. Teil 8, 2: Verzeichnis der Eigennamen (= Inschriften griechischer Städte aus Kleinasien. Band 17, 4). Habelt, Bonn 1984, ISBN 3-7749-2116-4.
- mit Friedel Schindler: Die Inschriften von Selge (= Inschriften griechischer Städte aus Kleinasien. Band 37). Habelt, Bonn 1991, ISBN 3-7749-2416-3.
- Sylloge nummorum Graecorum Deutschland: Pfälzer Privatsammlungen. Band 4: Pamphylien. Nr. 1–960. Hirmer, München 1993, ISBN 3-7774-5990-9.
- Side im Altertum. Geschichte und Zeugnisse (= Inschriften griechischer Städte aus Kleinasien. Band 43–44). 2 Bände, Habelt, Bonn 1993/2001.
- mit Margret K. Nollé: Götter, Städte, Feste. Kleinasiatische Münzen der römischen Kaiserzeit. Begleitheft zu einer Ausstellung von Münzen der Pfälzer Privatsammlungen. Staatliche Münzsammlung, München 1994, ISBN 3-922840-06-X.
- Sylloge nummorum Graecorum Deutschland: Pfälzer Privatsammlungen. Band 5: Pisidien und Lykaonien. Nr. 1–586. Hirmer, München 1999, ISBN 3-7774-7850-4.
- Die Abwehr der wilden Schweine. Schwarzwildjagden im antiken Lykien. Biering & Brinkmann, München 2001, ISBN 3-930609-31-2.
- mit Hertha Schwarz: Mit den Augen der Götter. Flugbilder des antiken und byzantinischen Griechenland. Das Festland. Mit Flugbildern von Georg Gerster. Philipp von Zabern, Mainz 2006, ISBN 978-3-8053-3379-5.
- Kleinasiatische Losorakel. Astragal- und Alphabetchresmologien der hochkaiserzeitlichen Orakelrenaissance (= Vestigia. Band 57). C. H. Beck, München 2007, ISBN 978-3-406-56210-5.
- mit Hertha Schwarz: Griechische Inseln in Flugbildern von Georg Gerster. Philipp von Zabern, Mainz 2007, ISBN 978-3-8053-3682-6.
- Münzen, Bäume und Gelehrte. Zum „Naturheiligtum“ der Pisidischen Bergstadt Selge. BNG, München 2015.